# Beziehungen zwischen Sunniten und Schiiten

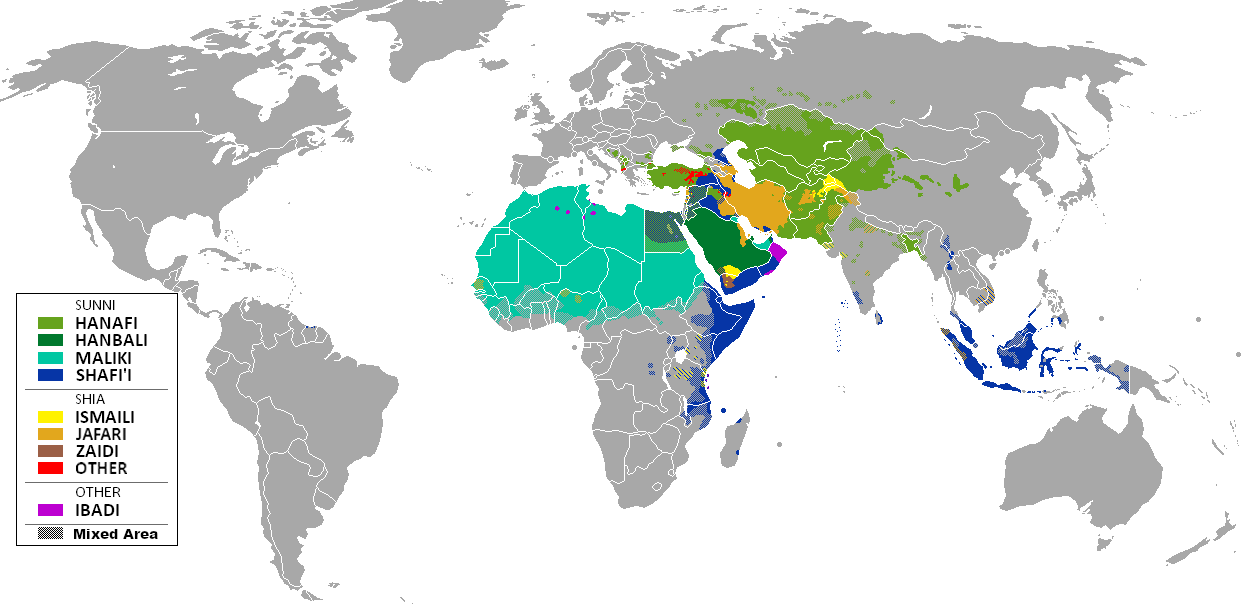
Islamische Konfessionen und Rechtsschulen

Sunniten und Schiiten bilden die zwei Hauptzweige des Islam. Die demografische Aufteilung zwischen den beiden Konfessionsgruppen ist schwierig zu bestimmen und wird je nach Quelle unterschiedlich angegeben, doch nach einer Einschätzung aus dem Jahre 2010 sind 85 % aller Muslime weltweit Sunniten und 15 % Schiiten. Die meisten Schiiten gehören der Zwölfer-Schia an; daneben gibt es weitere Untergruppen wie Ismailiten und Alawiten, letztere hauptsächlich in Syrien.
Gläubige Sunniten und Schiiten glauben beide an die göttliche Herkunft des Korans und sind sich auch hinsichtlich der Bedeutung der Fünf Säulen des Islam einig. Gewisse Unterschiede bestehen in der religiösen Praxis, in Traditionen und Gebräuchen, oftmals im Zusammenhang mit der Jurisprudenz. Unter anderem in der Bewertung von einigen Hadithen sowie über die Natur des Mahdi herrschen zwischen den beiden Gruppen unterschiedliche Ansichten.

## Weltweite Aufteilung
Sunniten bilden die Mehrheit im überwiegenden Teil der arabischen Welt, in der Türkei und Europa, insbesondere im deutschsprachigen Raum, in dem die meisten Muslime aus der Türkei stammen; zudem in Afrika, Zentral-,  Süd- und Südostasien, China und den USA. Letzteres kann allerdings verwirren, weil US-Muslime arabischer Herkunft mehrheitlich Schiiten sind und Araber und Muslime oft gleichgesetzt werden, obwohl Araber in den USA mehrheitlich dem Christentum angehören.
Schiitische Mehrheiten gibt es in Iran (etwa 95 %), Aserbaidschan, Bahrain und Irak. Die Schiiten im Libanon stellen in diesem Land 45 % der muslimischen Bevölkerung. Auch im Jemen bestehen seit Jahrhunderten schiitische Gemeinschaften, die auf etwa 30 % der Gesamtbevölkerung geschätzt werden und von denen die meisten den Zaiditen angehören. In Kuwait sind 30 % der Bevölkerung Schiiten, in Saudi-Arabien 15 % und in Pakistan 5 %.

## Geschichte

### Anfänge
Die Spaltung zwischen Sunniten und Schiiten ist älter als die christliche Spaltung zwischen West- und Ostkirche. Sie beginnt mit der Diskussion über die legitime Nachfolge des Propheten Mohammed nach dessen Tod im Jahr 632. Die späteren Sunniten waren der Ansicht, Mohammed habe keinen Nachfolger benannt und wollten diesen wählen. Ihr Name leitet sich von Sunna (arabisch für "Brauch, überlieferte Norm") ab. Die späteren Schiiten hingegen forderten, der neue Kalif oder Imam müsse ein Nachkomme Mohammeds sein. Ihrer Ansicht nach hatte der Prophet das ebenso gesehen und seinen Vetter und Schwiegersohn Ali benannt. Aus ihrem Namen „Schiat Ali“, Partei Alis, entwickelte sich die Bezeichnung Schiiten.
Die Streitigkeiten zwischen Vertretern unterschiedlicher Positionen in der Nachfolgefrage führten zunächst zur Kamelschlacht und der Schlacht von Siffin und steigerten sich nach der Schlacht von Kerbela. Nachdem die Truppen des zweiten Umayyaden-Kalifen Yazid I. den Prophetenenkel Husain und seine Familie getötet hatten, wurde in der islamischen Gemeinschaft ein Aufschrei nach Rache laut.
Um 750 wurden die Umayyaden durch die Dynastie der Abbasiden gestürzt. Der erste abbasidische Kalif as-Saffah wies auf seine Abstammung von Abbas ibn Abd al-Muttalib, einem Onkel Mohammeds, hin und erhielt auf diese Weise schiitische Unterstützung.

### Iran
Iran wurde bis zum Ende des 15. Jahrhunderts von sunnitischen Schafiiten beherrscht, obwohl schon im 10. und 11. Jahrhundert die Verfasser der zwölferschiitischen vier Bücher Iraner waren. Der erste safawidische Herrscher, Schah Ismail I., machte 1501 das zwölferschiitische Bekenntnis zur Staatsreligion. Diese Politik löste eine jahrhundertelange Rivalität mit dem benachbarten sunnitischen Osmanischen Reich aus, die sich 1514 in der Schlacht bei Tschaldiran und in den zahlreichen folgenden türkisch-persischen Kriegen entlud. Auch in der heutigen Islamischen Republik Iran bilden Schiiten die überwiegende Mehrheit.

### Moderne
Die heutigen Konflikte zwischen Sunniten und Schiiten haben nach Ansicht vieler Experten nichts mit religiösen Fragen zu tun, sondern mit politischen.
 Der Politikwissenschaftler und Friedensforscher Jochen Hippler vom Institut für Entwicklung und Frieden der Universität Duisburg-Essen erklärt, der Konflikt zwischen Saudi-Arabien und Iran habe einen politischen Kern: die Vormachtstellung am Persischen Golf. Die Religion werde von den Regierungen vor allem als „Spielball“ eingesetzt. Weitere Beispiele für solche Machtkämpfe im 21. Jahrhundert sind die Proteste in Saudi-Arabien ab 2011 und die Proteste in Bahrain ab 2011, beide im Rahmen des Arabischen Frühlings, der Irakkrieg, der Syrische Bürgerkrieg und die Bildung des selbsternannten Islamischen Staates im Irak und der Levante, in dem es zu Verfolgungen gegen Schiiten kam. Siehe auch Religionsgruppenkonflikte in Pakistan.
Der irakische Diktator Saddam Hussein bezeichnete einmal die Schiiten als „die Leute der Zeitehe und des Fesendschān“, ein Gericht der persischen Küche mit Hühnchen, Granatapfelsirup und Walnüssen. Diese provokative Definition ist ein Beispiel dafür, wie recht zufällige Unterschiede zwischen den beiden Gruppen in bestimmten politischen Situationen dramatisch hochgespielt werden können. Gemäß einem Bericht von Human Rights Watch verhaftete die irakische Regierung in den Anfangsjahren des Iran-Irak-Krieges „Tausende schiitischer Muslime wegen Unterstützung der iranischen Revolution im Jahr 1979. Viele dieser Verhafteten sind verschwunden oder verschollen; andere starben unter Folter oder wurden hingerichtet. Auf diese Kampagne folgte die gewaltsame Ausweisung von über einer halben Million Schiiten während der 1980er Jahre nach Iran, wobei man zuvor zahlreiche männliche Familienmitglieder aussortiert hatte.“
Die Journalistin und Islamwissenschaftlerin Katajun Amirpur hat in ihrem Buch „Der schiitische Islam“ unter anderem die Rolle der Religion im Konflikt zwischen Saudi-Arabien und Iran untersucht. Zur aktuellen Situation im Irak schreibt sie: „So klar es ist, dass die aktuellen politischen Konflikte mit dem uralten religiösen Schisma zwischen Sunniten und Schiiten verbunden sind, so schwer ist dennoch zu sagen und auseinanderzuhalten, was wen beeinflusst und ausmacht bzw. was das Ausschlaggebende ist: Politik oder Religion“.